# ۱۱۲۴ (قمری)
۱۱۲۴ (قمری)، هزار و صد و بیست و چهارمین سال در گاهشماری هجری قمری است. اول محرم این سال برابر با نهم فوریه سال ۱۷۱۲ میلادی است.

## رویدادها
باسلام عدد ۱۱۲۴درحساب ابجدکبیر بسیارمقدس است درادامه با استعانت از بسم اله  انتشارخواهم داد ..یازده بیست وچهار